# Arròs del senyoret
|  | No s'ha de confondre amb Arròs parellada. |

L'arròs del senyoret, també conegut amb altres noms com arròs a la mandra, arròs a la gandula, arròs sense entrebancs, arròs sense feina, arròs de cec, és un arròs amb marisc pelat, preparat de manera que no cal l'ús de cap cobert per a menjar-se'l.
Fou inventat a la dècada del 1960 per per Jaime Baydal, del restaurant Baydal de Calp. Des d'aleshores, és molt típic dels restaurants d'arrossos al País Valencià i també a Catalunya i les illes Balears.

## Ingredients
Els ingredients varien en cada lloc, però sempre hi ha sípia o calamars, gambes o llagostins i mol·luscs de petxina com musclos, escopinyes o cloïsses. Pot tenir rap o un altre peix blanc de carn ferma. Fora del seu País Valencià d'origen, algunes receptes inclouen botifarra vermella i, en temporada, carxofes.

## Preparació
En primer lloc, es fica en una cassola aigua amb sal i afegim el cap de lluç, ossos de rap o morralla de peix. Així obtindrem el fumet amb el qual es cuina l'arròs.
Una vegada obtingut el brou, es fica oli d'oliva a la paella i sofregim les gambes o llagostins. Una vegada cuinades, les llevem i pelem, reservant-les a banda. Amb un poc de fumet, triturem les closques i tornem el resultat colat al brou. Sofregim la sípia o calamar i el rap, prèviament tallats a trossets, juntament amb la ceba tallada finament. Quan estiga cuinada, afegim tomata natural triturada i pebre vermell. Una vegada tot sofregit, afegim l'arròs, que s'ha de cuinar un poc per integrar tots els sabors i en aquest moment també s'afegeix el safrà. Afegim el fumet i bullir fins que l'arròs absorbeixi el brou. Una volta acabat, afegim les gambes o llagostins. Cal deixar-lo reposar fora del foc uns cinc minuts abans de servir.

## Llegenda

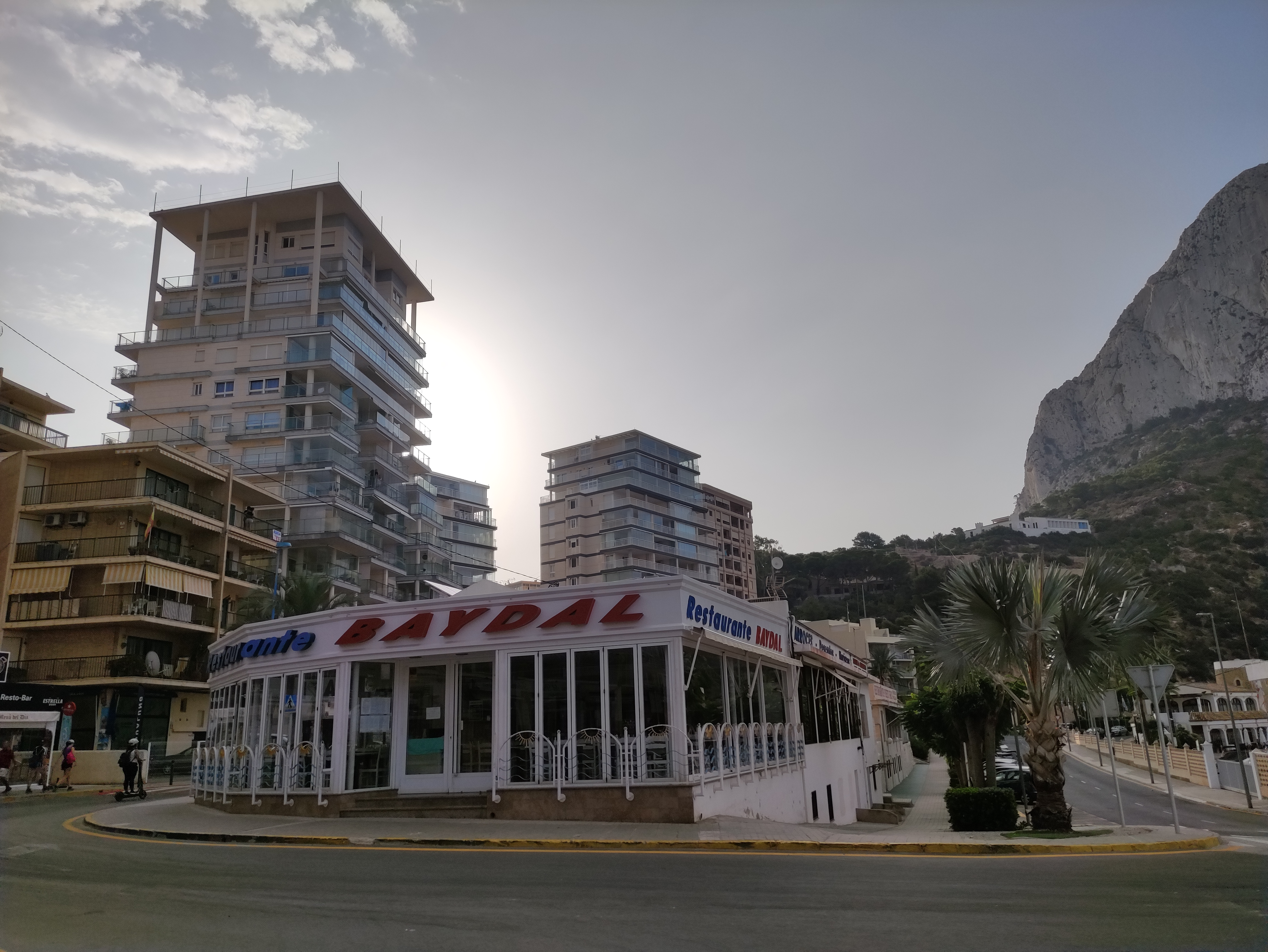
Restaurant Baydal, a Calp.

Alguna gent defensa que té el seu origen a la ciutat d'Alacant, mentre que, per altra banda, existeix una altra versió en què s'explica que va néixer a una famosa arrosseria de València, anomenada La Pepica, quan el pintor valencià Joaquín Sorolla, els va demanar que li pelessin els escamarlans i li'ls posessin per damunt l'arròs.
Davant la petició, els cuiners del restaurant van decidir llavors pelar tot el marisc directament i va sorgir el que avui coneixem com a arròs del senyoret, que allà van batejar en un primer moment com a "arròs Pepica". En totes dues històries es produeix una mateixa situació: els senyorets demanaven als cuiners un arròs en què no haguessin de pelar el marisc (per no embrutar-se les mans, per no trobar-se closques o pel simple plaer de menjar sense preocupar-te de res més un bon arròs sec mariner).
Tanmateix, el seu origen real és a la segona meitat del segle XX, al Restaurant Baydal de Calp. Des del 1998 és considerat un plat típic de Calp.